# Milad Beigi
Milad Beigi Harchegani (1 de março de 1991) é um taekwondista azeri, nascido no Irã, medalhista olímpico.

## Carreira
Milad Beigi competiu na Rio 2016, na qual conquistou a medalha de bronze, na categoria até 80kg..